# جون ووفورد
جون ووفورد (بالإنجليزية: John Wofford)‏ هو متسابق الحدث أمريكي، ولد في 11 أبريل 1931 في واشنطن العاصمة في الولايات المتحدة.

## وصلات خارجية
- جون ووفورد على موقع أوليمبيديا (الإنجليزية)